# Třída Hisar
Třída Hisar (jinak též třída Akhisar) je třída oceánských hlídkových lodí tureckého námořnictva. Je derivátem tureckých korvet třídy Ada. Mezi její hlavní úkoly patří průzkum, potírání terorismu, speciální operace či mise SAR. Celkem je plánována stavba deseti jednotek této třídy. Prototyp byl rozestavěn roku 2022.

## Stavba
Celkem je plánována stavba deseti jednotek této třídy. Plavidla staví turecké státní společnost ASFAT v loděnici tureckého námořnictva v Istanbulu (Námořní loděnice v Istanbulu). Pro urychlení vývoj a snížení nákladů byla konstrukce odvozena od korvet třídy Ada. Zejména byl změněn pohonný systém, upraveny nástavby a složení výzbroje. Slavnostní první řezání oceli na prototypovou jednotku TCG Akhisar proběhlo 15. srpna 2021. Veřejnosti byl model plavidla představen v srpnu 2021 na veletrhu IDEF 2021 v Istanbulu. V dubnu 2022 loděnice oznámila ukončení projekční fáze vývoje a zahájení výroby jednotlivých stavebních bloků. První dvě jednotky byly na vodu spuštěny 23. září 2023. Námořní zkoušky Akhisar začaly 12. prosince 2024.
Jednotky třídy Hisar:
| Jméno             | Založení kýlu     | Spuštěna      | Vstup do služby | Status    |
| ----------------- | ----------------- | ------------- | --------------- | --------- |
| Akhisar (P-1220)  | 4. října 2022     | 23. září 2023 | 2025 (plán)     | zkoušky   |
| Koçhisar (P-1221) | 10. prosince 2022 | 23. září 2023 | 2025 (plán)     | ve stavbě |

## Konstrukce
Na palubě jsou ubikace až pro 104 osob. Plavidlo nese 76mm kanón Denizhan (turecká varianta 76mm kanón OTO Melara Super Rapid) na přídi a dvě dálkově ovládané zbraňové stanice s 12,7mm kulomety M2 Browning. V případě potřeby je bude možné vyzbrojit jedním 35mm kanónem systému blízké obrany Gökdeniz, protilodními střelami ATMACA i protiletadlovými řízenými střelami. Na zádi se nachází přistávací plocha pro vrtulník a bezpilotní prostředky. Součástí vybavení jsou i dva čluny RHIB. Pohonný systém je koncepce CODELOD (COmbined Diesel-eLectric Or Diesel). Nejvyšší rychlost dosahuje 24 uzlů. Dosah je 4500 námořních mil.

## Export
V červenci 2025 Rumunsko potvrdilo svůj zájem o zakoupení prototypové jednotky Akhisar. Rumunské námořnictvo má nedostatek plavidel, přičemž hlídkovou loď by mimo jiné využilo k ochraně námořní těžební infrastruktury, včetně připravovaného projektu Neptun Deep v Černém moři.